# Bàn tay của Chúa (bóng đá)

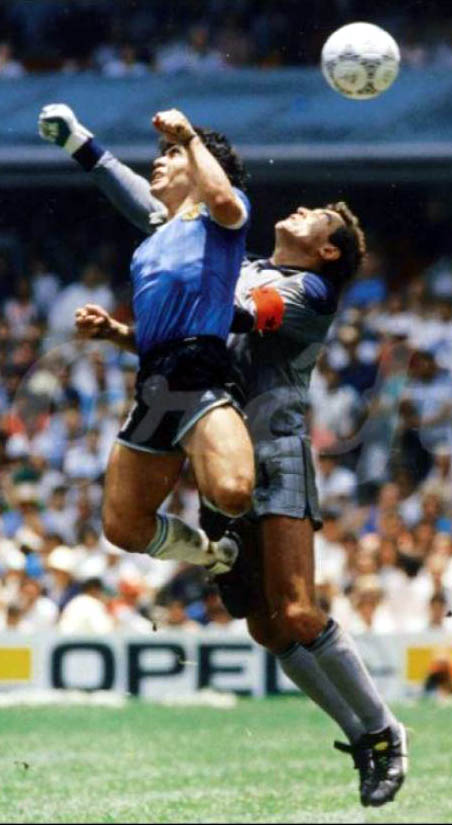
Khoảnh khắc Diego Maradona dùng tay đẩy bóng qua khỏi cánh tay đang dang rộng của thủ môn Peter Shilton

Bàn tay của Chúa là tên gọi được đặt cho một bàn thắng bóng đá sai luật được cầu thủ bóng đá người Argentina Diego Maradona thực hiện trong trận tứ kết World Cup 1986 giữa Argentina và Anh. Bàn thắng diễn ra vào ngày 22 tháng 6 năm 1986, tại sân vận động Azteca ở Mexico City. Theo luật bóng đá, đáng lẽ Maradona phải nhận thẻ vàng vì cố tình 'chạm tay vào bóng' rõ ràng và bàn thắng sẽ không được chấp nhận. Tuy nhiên, trọng tài đã quyết định không chính xác. Trận đấu kết thúc với chiến thắng 2–1 cho đội Argentina, nhờ bàn thắng thứ hai của Maradona thường được gọi là "Bàn thắng của thế kỷ".
Sau trận đấu, Diego Maradona tuyên bố rằng bàn thắng đã được ghi "một chút bằng đầu và một chút với Bàn tay của Chúa".

## Diễn biến
Trong trận tứ kết vòng chung kết Giải vô địch bóng đá thế giới 1986 giữa Anh và Argentina. Lúc này tỉ số đang là 0–0, phút thứ 51, từ một pha phá bóng của một cầu thủ đội tuyển Anh, Diego Maradona băng lên tranh bóng với thủ môn Peter Shilton, do chiều cao hạn chế hơn nên anh quyết định dùng tay đập bóng vào lưới trước sự sững sờ của toàn bộ hơn 114.000 khán giả và thậm chí là cả đồng đội. Không ngờ trọng tài lại công nhận bàn thắng trên. Ngay lập tức các cầu thủ đội tuyển Anh chạy lại bao vây trọng tài và phản ứng quyết liệt. Trong buổi họp báo sau trận đấu, khi được phóng viên hỏi về bàn về bàn thắng của mình, ông đã thốt ra một câu nói rất nổi tiếng: "Tôi đã ghi bàn bằng cái đầu của tôi và bàn tay của Chúa."

## Kết quả
Kết thúc trận đấu, đội tuyển Argentina đã chiến thắng với tổng tỉ số là 2–1 và vô địch giải đấu sau khi thắng đội tuyển Tây Đức ở trân chung kết với tỉ số là 3–2. Ngoài ra, trong trân đấu đó, ông còn có một bàn thắng rất đẹp mà được thế giới chọn là bàn thắng đẹp nhất thời đại. Kiểu ghi bàn thắng bằng tay này hiện nay vẫn còn được sử dụng.